# Оберон (персонаж)
Оберо́н (Ауберон; более стар. — Альберон; фр. Auberon, позже Oberon) — в средневековом западноевропейском фольклоре сверхъестественное существо, король фей и эльфов, супруг Титании.
Его имя соответствует немецкому имени Альберих. Однако в германской песне о Нибелунгах Альберих выступает в роли гнома — хранителя сокровища нибелунгов.
Очень рано ему был придан облик исторического лица: в старинном сказании он выступает как чародей, брат Меровея, основателя рода Меровингов. Из сказания он перешёл в литературные произведения XIII века:
- в немецкую поэму «Ортнит»;
- во французский роман «Гуон Бордоский»[3], где он представлен карликом необычайной красоты, сыном Юлия Цезаря и феи Морганы.

В обоих произведениях Оберон помогает герою, посредством волшебства, в добывании невесты.
Позже Оберон встречается у английского поэта Чосера, в «Королеве фей» Эдмунда Спенсера и во «Сне в летнюю ночь» Шекспира, где он — король эльфов и муж Титании и во многих других литературных произведениях. Знаменитый немецкий писатель Христофор-Мартин Виланд для своего произведения «Оберон, царь-волшебник» воспользовался отрывком французского романа, помещенным в «Вселенской библиотеке романизма» в 1778 году. По произведениям Виланда составлен текст для оперы барона Карла фон Вебера «Оберон». Тот же сюжет послужил темой для оперы Павла Враницкого.

## Персонаж цикла героических поэм XIII века
Оберон — персонаж французских героических поэм из цикла «Гуона Бордоского» (конец XIII-начало XIV в.) ветви «Жесты Доона де Майанс».
В одной из них, «Оберон», рассказывается об Иуде Маккавее, о его вражде с одним королём, о женитьбе, рождении дочери Брюнехальты. Когда ей исполняется семь лет, её похищает чудесный олень. Брюнехальта становится кем-то вроде волшебницы. К ней сватается император Цезарий; от этого брака родится Юлий Цезарь. Его женят на Моргане, сестре короля Артура. У них родятся близнецы — Оберон и Георгий. Оберон, достигнув семи лет, перестает расти. Он наделён даром волшебства. Далее рассказывается о рождении Иисуса Христа. С ним встречается Георгий. После смерти Юлия Цезаря Георгий ему наследует. Оберон живет сотни лет вместе с Брюнехальтой и Морганой. Когда один великан похищает у него его волшебный шлем, Брюнехальта предсказывает, что родившийся в Бордо ребёнок, которого назвали Гуоном, отомстит великану.
В поэме «Гуон Бордосский» рыцарь Гуон попадает в феерическую страну Оберона. Тот дает ему чудесный рог и затем по звуку этого рога всегда приходит ему на помощь. Поэма из более 10 000 стихов впоследствии неоднократно переделывалась, дополнялась и, наконец, превратилась в народный роман в прозе.

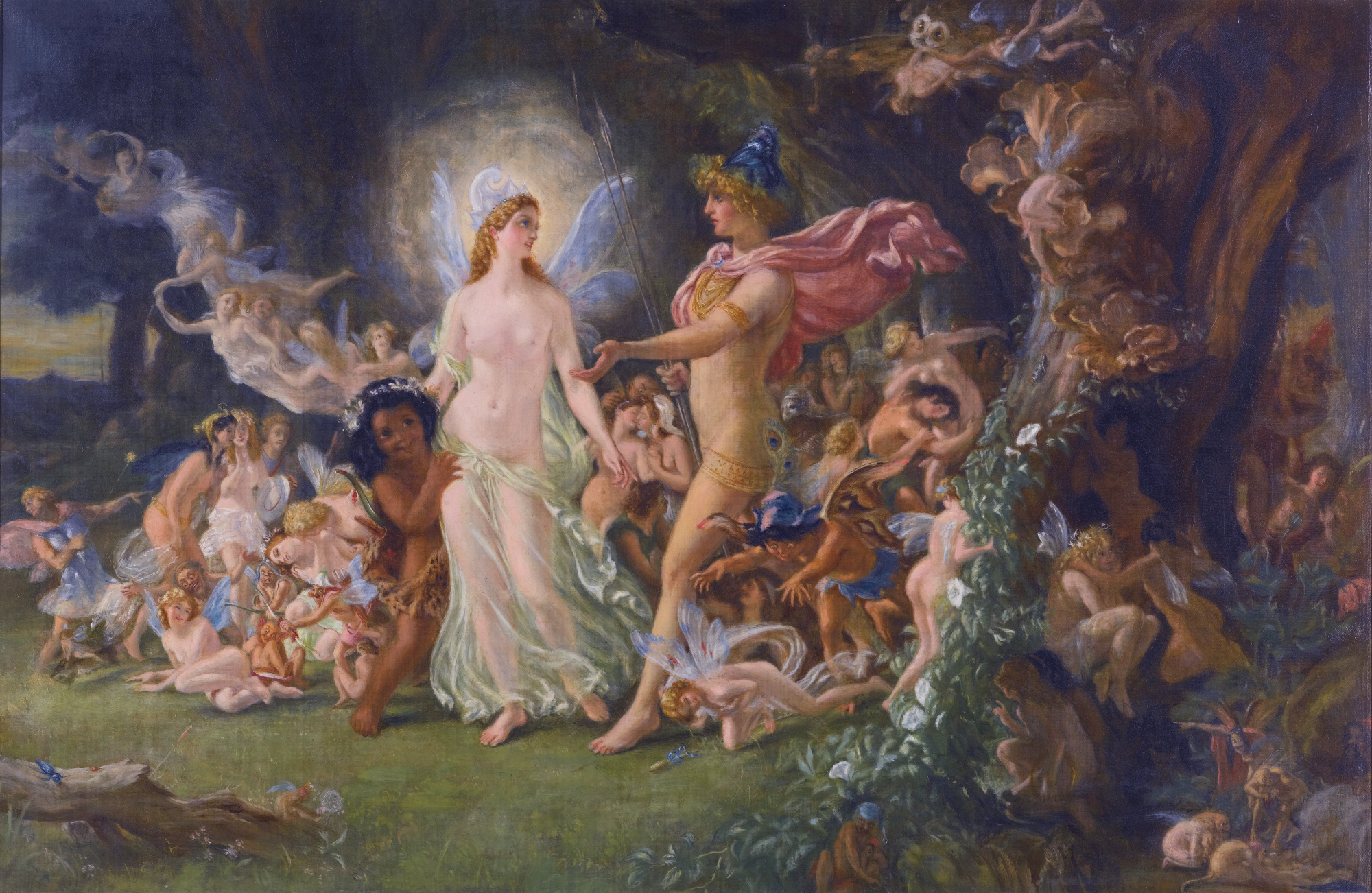
Оберон и Титания из комедии Шекспира. Худ. сэр Дж. Н. Паттон

## Персонаж литературы XVI—XVIII веков
Оберон — персонаж комедии «Сон в летнюю ночь» Уильяма Шекспира. Обширную поэму посвятил ему Кристоф Виланд («Оберон»; 1780), позаимствовав основные черты образа Оберона из Шекспира и старофранцузской поэмы. Он пользовался отрывком французского романа, помещённым в книжную серию «Bibliothèque universelle des romans» в 1778 году.
Сюжет послужил темой для оперы чеха Враницкого (1789). Извлечением из поэмы Виланда стал «Оберон» Планше, послуживший либретто для знаменитой оперы Вебера («Оберон»; 1826).
Упоминается в трагедии «Фауст» Иоганна Вольфганга Гёте.

### В астрономии
В честь Оберона назван один из спутников планеты Уран — Оберон. 